# 宮崎一成
宮崎 一成（みやざき いっせい、1971年5月31日 - ）は、日本の男性声優。広島県広島市安佐南区出身。TABプロダクション所属。

## 人物
広島市立沼田高等学校出身。アニメ映画『はだしのゲン』出演にはオーディションによって選ばれ、広島市出身だったことや主人公と同じ年齢であったことから、中岡元の声を演じた。
2008年3月31日で81プロデュースを離れフリーになる。2008年7月1日でT&F PROJECT（現・トリアス）に所属していた。2009年11月よりTABプロダクション所属。『かみちゅ!』出演後、神職免許を取得し奉仕。アテレコの他にライブ活動・朗読・ラジオドラマ出演・演劇など幅広く活躍している。

## 出演
太字はメインキャラクター。

### テレビアニメ
1994年
- モンタナ・ジョーンズ（ソル）

1995年
- 愛天使伝説ウェディングピーチ（男子生徒）
- あずきちゃん（小笠原勇之助）

1996年
- エルフを狩るモノたち（町の男）
- それいけ!アンパンマン（あめぼうや）

1997年
- 救命戦士ナノセイバー（ゲートキーパーZ）
- 爆走兄弟レッツ&ゴー!!WGP（ジム）

1998年
- アリスSOS（メフィスト）
- カードキャプターさくら（山崎貴史）
- ガサラキ（ファントム・F・フィーゼラー）
- 爆走兄弟レッツ&ゴー!!MAX（大善一馬）
- Bビーダマン爆外伝（みずいろボン、キザボン）
- ポケットモンスター（タクヤ、イワカゼ）

1999年
- 星界の紋章（レシェークリュア）
- 天使になるもんっ!（鴨下祐介）
- Bビーダマン爆外伝V（みどりボン）

2001年
- 学園戦記ムリョウ（統原無量）

2002年
- キャプテン翼（平成版）（三杉淳〈青年〉）
- 天使な小生意気（鼻ピアス）
- ドラゴンドライブ（純柴一郎）

2003年
- 明日のナージャ（レイモン）
- デ・ジ・キャラットにょ（銭湯ひとまろ）

2004年
- かいけつゾロリ（パンツンダ）
- tactics（義夫）
- 天上天下（フー・チェイン）
- BECK（ボーカル）
- 忘却の旋律（ヒカリ）
- MEZZO -メゾ-（魚眼の和外、アナウンサー、友人）

2005年
- かみちゅ!（二宮健児）

2006年
- TOKYO TRIBE2（2006年 - 2007年、ジョン）
- よみがえる空 -RESCUE WINGS-（内田一宏）

2007年
- ケロロ軍曹（キリシマスギタ）

2018年
- カードキャプターさくら クリアカード編（山崎貴史）

2025年
- GUILTY GEAR STRIVE: DUAL RULERS（シン＝キスク）

### 劇場アニメ
1983年
- はだしのゲン（1983年 - 1986年、中岡元）

1993年
- お星さまのレール（龍一）

1994年
- かっ飛ばせ!ドリーマーズ（ジョー）

1995年
- あずきちゃん（小笠原勇之助）

1996年
- X －エックス－（皇昴流）

2000年
- 劇場版カードキャプターさくら 封印されたカード（山崎貴史）

### OVA
1993年
- BADBOYS（1993年 - 1998年、船木、鈴木亮介、男B、花下のび太、五島昭彦）
- POPS（三島岳志）

1994年
- GATCHAMAN（ギャラクター隊員）

1995年
- バイオ・ハンター（手下）
- 魔物ハンター妖子2（館野）

1998年
- ガラスの仮面 千の仮面を持つ少女（王子役の男子）
- MASTERキートン（ポール・ウィルキンス〈青年時代〉）

2005年
- 天上天下 ULTIMATE FIGHT（フー・チェイン、生徒B）

### ゲーム
1997年
- ミニ四駆 爆走兄弟レッツ&ゴー!!WGP HYPER HEAT（ジム）

1998年
- 爆走兄弟レッツ&ゴー!! エターナルウィングス（ジム）
- フォックスジャンクション（ケイジ）

1999年
- アニメチックストーリーゲーム (1) カードキャプターさくら（山崎貴史）
- キャプテン・ラヴ（嘉藤美智）

2003年
- ドラゴンドライブ　ディマスターズショット（純柴一郎）

2007年
- GUILTY GEAR 2 OVERTURE（シン）

2012年
- エアカレ（三島海翔）

2014年
- GUILTY GEAR Xrd -SIGN-（シン・キスク）

2015年
- GUILTY GEAR Xrd -REVELATOR-（シン・キスク）

2019年
- カードキャプターさくら ハピネスメモリーズ（山崎貴史）

2022年
- MUSICUS!（評論家）
- GUILTY GEAR -STRIVE- シーズンパス2（シン・キスク）

### ドラマCD
- 石黒和臣氏の、ささやかな愉しみ（平山千聖）
- 「X（エックス）」キャラクター・ファイル3（皇昴流）
- カードキャプターさくら（山崎貴史）
- カードキャプターさくら さくらとお母さんのオルガン（山崎貴史）
- カードキャプターさくら オリジナルドラマアルバム2「スィートバレンタインストーリーズ｣（山崎貴史）
- キミは無糖【きみはくりあすとれーと】（天野春兎）
- 月華佳人2（日嶽）
- GENE（ゲーン） 天使は裂かれる（ラカ）
- 餓沙羅鬼見聞録CD1「風の記憶 砂の伝承」（星の人）
- CYNTHIA_THE_MISSION 第1巻（スターリング・キャラダイン）
- そして恋がはじまる（田村未樹）
- デ・ジ・キャラット にょ コンプリートみゅーじっく でじおん（銭湯ひとまろ）
- 天地無用!ラジオ電影箱 アクションch.（部下ゲン）
- ハーメルンのバイオリン弾き（ワーウルフA）
- 忘却ステーション05
- MEZZO 番外編 オリジナルドラマCD 「音の殻」（虹埜憲吾）
- LOVE MODEシリーズ（白河直也）

### 吹き替え
- アイアンマン
- ぞうのババール（キツネ、スピーカー）